# José Oscar Barahona Castillo
José Oscar Barahona Castillo (* 29. November 1938 in Mercedes La Ceiba, Departamento La Paz; † 22. Oktober 2016) war ein salvadorianischer Geistlicher und römisch-katholischer Bischof von San Vicente.

## Leben
José Oscar Barahona Castillo empfing am 20. Januar 1963 die Priesterweihe für das Bistum San Vicente.
Papst Johannes Paul II. ernannte ihn am 16. Juli 1982 zum Weihbischof in San Vicente und Titularbischof von Mibiarca. Der Bischof von San Vicente, Pedro Arnoldo Aparicio y Quintanilla SDB, spendete ihm am 9. Oktober  desselben Jahres die Bischofsweihe; Mitkonsekratoren waren Arturo Rivera y Damas SDB, Bischof von Santiago de María, und José Eduardo Alvarez Ramírez CM, Bischof des Militärordinariates von El Salvador und Bischof von San Miguel. 
Am 6. Juni 1983 wurde er zum Bischof von San Vicente ernannt. Am 4. Juni 2005 nahm Papst Benedikt XVI. sein altersbedingtes Rücktrittsgesuch an.